# Linkebeek
Pour l’article homonyme, voir Linkebeek (ruisseau).
Linkebeek [linkəbeːk] est une commune de Belgique située en Région flamande dans la province du Brabant flamand.
Linkebeek est l'une des six communes à facilités de la périphérie bruxelloise en faveur de la population francophone avec Kraainem, Drogenbos, Rhode-Saint-Genèse, Wemmel et Wezembeek-Oppem. Elle est située dans l'arrondissement judiciaire de Bruxelles et fait partie des arrondissements électoral et administratif de Hal-Vilvorde. La commune fait partie de ce qui est appelé la périphérie sud (Zuidrand) de Bruxelles.

## Étymologie
Le nom est celui du ruisseau prenant sa source à Uccle. Selon un auteur, "Link" serait d'origine germanique et désignerait une étendue de dunes ou une éminence de sable, mais aujourd'hui on retrouve cette étymologie en langue écossaise et non en allemand (voir en:Links (golf)). "Beek" lui se rapporte à un cours d'eau de façon habituelle. "Linkebeek" prendrait alors le sens de ruisseau aux berges gazonnées (sableuses sans arbres). D'autres étymologies sont possibles, links signifiant à gauche, pourrait désigner un écart, un terrain non exploité, mis à l'écart pour sa mauvaise qualité (sables, submersion,...), que l'ont retrouve en anglais, left désignant écarté ou délaissé. Les écarts est une des étymologie des Essart et des Sart (les défrichés) qu'on trouve en Belgique francophone, mais n'est pas à écarter pour son équivalence en néerlandais.
Il est notable qu'à Noordpeene la Linke Beek locale prend un Y grec et non un I latin : Lynke Becque. Y grec qu'on retrouve aussi à Lynck.
Le lieu où se trouve la place communale actuelle, s'appelait à l'origine "Oplinkebeek" par opposition au noyau primitif du village qui se trouvait plus bas. Le centre s'est déplacé après  la construction de l'Église mais cette différence se trouvait encore sur certain plan du XIXe siècle.

## Histoire

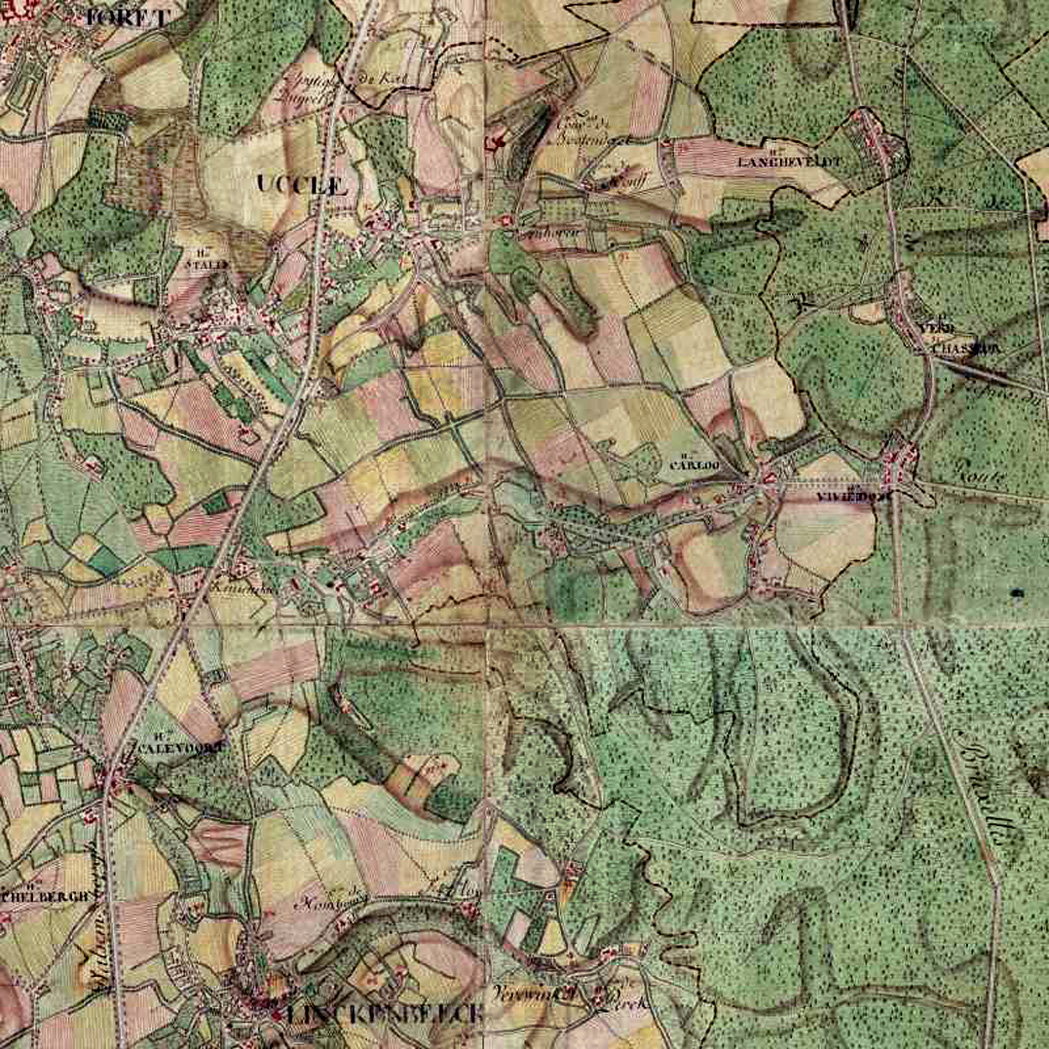
Uccle et Linkebeek sur la carte de Ferraris (1777)

Linkebeek, située dans la partie occidentale de l'antique Forêt de Soignes, fut déjà habitée à l'époque néolithique comme le prouvent les restes humains découverts lors des différents travaux de terrassements effectués au cours des ans.
Le premier oratoire y fut créé par Godefroid le Barbu, Comte de Louvain (1110) sous l'appellation « Saint-Sébastien », patron des Archers.
Par la suite, devenu lieu de pèlerinage (maladies épidémiques), ce temple réputé eut l'honneur de plusieurs visites princières, celle de Charles le Téméraire, en 1469, est à retenir. Le pèlerin illustre y fonda la Confrérie de Saint-Sébastien qui dépendait de l'Abbaye de Forest. Charles le Téméraire fut enchanté, dit-on, des résultats de son pèlerinage et offrit à la Confrérie Saint-Sébastien un précieux cadeau : le livre d'or.
Charles Quint, passionné de chasse, venait fréquemment dans les forêts avoisinantes. Il possédait même à Linkebeek un pavillon qu'il avait fait construire dans un pli de terrain contre le grand escalier qui longe actuellement l'église.
Pendant tout le Moyen Âge, la Confrérie Saint-Sébastien resta dépendante de Forest jusqu'à la féodalité qui vit passer Linkebeek sous l'autorité des Ducs de Brabant. Vers la fin du XVe siècle, la justice fut cédée au Seigneur de Beersel, Jean de Withem.
Sous la domination espagnole, le village fut souvent donné en gage aux fonctionnaires supérieurs espagnols.
C'est vers 1650 que Albert van de Winckele, Conseiller du Brabant, acheta la Confrérie, donc Linkebeek, et fonda la Seigneurie autonome de Linkebeek qui fut réunie à celle de Rhode et d'Alsemberg. Il y construisit un petit manoir. Marie-Barbe de Man (1796) fut la dernière dame de cette Seigneurie.

## Héraldique
|  | La commune possède des armoiries qui lui ont été octroyées le 6 novembre 1956. Ce sont celles de la famille De Man. Les armoiries sont montrées dans une forme ovale, forme féminine, du fait que la dernière Dame de Linkebeek était Maria Barbara de Man de Speelhoven, qui a acquis le village en 1772 et l'a possédé jusqu'à la fin du XVIIIe siècle. Les trois têtes d'hommes font référence au nom de famille de Man qui se traduit en français par l'homme, alors que la couleur noire ne serait qu'une mode esthétique contrastant avec le fond argenté de leur bouclier. Blasonnement : D'argent au chevron de gueules accompagné de trois têtes de maures de sable tortillées du second. - Délibération communale : 18 mai 1955 - Arrêté royal : 6 novembre 1956 - Moniteur belge : 14 décembre 1957 Source du blasonnement : Heraldy of the World. |

## Géographie
La commune doit son nom au Linkebeek, ruisseau qui la traverse et affluent de la Senne. Elle est aussi appelée "la petite Suisse"..
Selon certains, Linkebeek signifie « ruisseau de gauche », mais pour la plupart des scientifiques, c’est un « ruisseau à berges herbeuses ». 
Linkebeek est parcourue par autant de petites vallées profondes, fréquemment boisées et toujours très pittoresques. Son ruisseau, le Linkebeek, prend sa source à Uccle à Verrewinkel d'où l'autre nom : Verrewinkelbeek, il reçoit dans la « Vallée des Artistes » le ruisseau du Wijnbronnenbeek. Cette vallée, chemin creux typique, est d’ailleurs un site classé depuis 1979. Son nom néerlandais est Wijnbrondal, une déformation de Dal van de Sinter Weyenborre, qui signifie « Vallon de la source de Saint-Gui ». Le nom français s’explique par l’attrait que le charme de ce vallon a exercé sur de nombreux artistes. Il reçoit ensuite  Jezuitenbeek et le ruisseau du coucou (en néerlandais : koekoekbeek).

## Démographie
- Source : DGS, de 1831 à 1981 = recensements population ; à partir de 1990 = nombre d'habitants chaque1er janvier.[9]

## Personnalités liées à Linkebeek
- Laurence Bibot et Marka s’y sont établis avec leurs enfants Angèle et Roméo Elvis.
- Le violoncelliste Robert Maas y est né. Le square Marcel et Robert Maas a été créé en l'honneur des deux frères musiciens.
- Robert Brout physicien d'origine américaine y a vécu et y est décédé. Il est lié à la découverte du boson de Higgs-Englert-Brout
- Constant Burniaux, écrivain.
- Pierre Caille, sculpteur y habitait une villa voisine de celle de Lismonde.
- Jacques de Duve, y a vécu après la guerre et y est décédé. Il a informé les Anglais fin 1943 du projet de base V2 de La Coupole à Saint-Omer[10],
- André Delvaux, cinéaste, y avait également sa résidence.
- Josine des Cressonnières, styliste et figure clé du développement du design belge, est décédée dans la commune.
- Audrey Hepburn, l'actrice bien connue, séjourna une dizaine d’années à Linkebeek.
- Lismonde, artiste-peintre y habitait la villa "Les Roches", devenue siège de la "Fondation Lismonde".
- Axelle Red vit dans une petite ferme avec sa famille.
- Yolande Moreau y a vécu dans une petite maison du quartier Holleken.
- Herman Teirlinck, écrivain, y résida avant d'aller s'installer à Beersel.
- Jehan Frison, artiste-peintre et graveur, il s'y établit en 1913 et y résidera jusqu'à sa mort en 1961.
- Rodolphe Wytsman et son épouse née Juliette Trullemans, artistes-peintres.
- Adrienne Jelley-Bruyère, romancière, peintre, pianiste, également la mère de Daniel Van Damme, fondateur de la Maison d'Érasme à Anderlecht y habitaient tous deux.

## Politique et administration
L'élection communale de 2006 a vu la victoire de la liste Ensemble-LKB-Samen par 59,84 % des voix. 
Le conseil communal issu de cette élection a présenté au maïorat la tête de liste d'Ensemble-LKB-Samen, Damien Thiéry, membre du Front démocratique des francophones, échevin aux travaux publics de 2000 à 2006 et fils de Roger Thiéry, bourgmestre de la commune de 1976 à 1989. Le ministre flamand des affaires intérieures Marino Keulen a cependant refusé de le nommer  bourgmestre, car les convocations électorales envoyées aux citoyens francophones étaient rédigées en français. Il reproche également à la majorité d'avoir tenu un conseil communal en français en octobre 2007,
En 2010, dans le cadre d'un avenir incertain de la Belgique, Linkebeek, ainsi que Kraainem et Rhode-Saint-Genèse, ont voté pour un rattachement à la Région de Bruxelles-Capitale en cas de scission du Royaume de Belgique.[source insuffisante]

### Liste des maires et bourgmestres
| Prénom(s) NOM                    | Mandat                              |
| -------------------------------- | ----------------------------------- |
| Georges Augustin van KEERBERGHEN | 1798 - 1801 (maire)                 |
| Jaak van KEERBERGHEN             | 1801 - 1805 (maire)                 |
| Guillaume van TASSEL             | 1807 - 1813 (maire)                 |
| Gillis van den PLAS              | 1813 - 1815 (maire)                 |
| ???                              | 1815 - 1823                         |
| François de ROEST d'ALKEMADE     | 1823 -1830                          |
| Daniel THIELEMANS                | 1830-1835                           |
| Pieter KUYCKENS                  | 1835 - ????                         |
| Egide de RIDDER                  | ???? - 1845                         |
| J.B. COOSEMANS                   | 1845 - 1868                         |
| Jules Joseph baron d'ANETHAN     | 1868 - 1874                         |
| Frans CUYCKENS                   | 1874 - 1886                         |
| Hendrik Frans Felix COOSEMANS    | 1886 - 1912                         |
| Gillis BERCKMANS                 | 1912 - 1915                         |
| Frans ALBERT                     | 1915 -1920                          |
| Kamiel BERGHMANS                 | 1920 - 1929                         |
| Paul THEUNISSEN                  | 1929 - 1938                         |
| Louis Frans van den BOGAERT      | 1938 - 1947                         |
| Louis DAY                        | 1947 - 1953                         |
| Joseph VAN der WEE               | 1954 - 1956                         |
| Godefried VANDEBROEK             | 1956 - 1958                         |
| Louis VANDEN BOGAERT             | 1959 - 1964                         |
| Godefried VANDEBROEK             | 1965 - 1970                         |
| Joseph VAN der WEE               | 1971 - 1976                         |
| Roger THIÉRY                     | 1977 - 1989                         |
| Christian LIETAR                 | 1989 - 1993                         |
| Christian Van Eyken              | 1993 - 2006                         |
| Marc DE NEEF                     | 2006 - 2006                         |
| Damien Thiéry                    | 2007 - 2015 (bourgmestre non-nommé) |
| Eric DE BRUYCKER                 | 2015 - 2017                         |
| Valérie Geeurickx                | 2017 - 2018                         |
| Yves Ghequiere                   | 2019 -                              |

### Résultats des élections communales depuis 1976
| Partis                 | 10-10-1976 | 10-10-1976 | 10-10-1982 | 10-10-1982 | 9-10-1988 | 9-10-1988 | 9-10-1994 | 9-10-1994 | 8-10-2000 | 8-10-2000 | 8-10-2006 | 8-10-2006 | 14-10-2012 | 14-10-2012 | 14-10-2018 | 14-10-2018 |
| Votes / Sièges         | %          | 15         | %          | 15         | %         | 15        | %         | (*)       | %         | 15        | %         | 15        | %          | 15         | %          | 15         |
| ---------------------- | ---------- | ---------- | ---------- | ---------- | --------- | --------- | --------- | --------- | --------- | --------- | --------- | --------- | ---------- | ---------- | ---------- | ---------- |
| Activ'                 | -          | -          | -          |            | -         |           | -         |           | -         |           | -         |           | -          |            | 20,6       | 3          |
| BSP/PSB                | 9,68       | 1          | -          |            | -         |           | -         |           | -         |           | -         |           | -          |            | -          |            |
| E Front                | 4,18       | 0          | -          |            | -         |           | -         |           | -         |           | -         |           | -          |            | -          |            |
| Ens.-LKB-Samen         | -          |            | -          |            | -         |           | -         |           | -         |           | 59,84     | 10        | -          |            | 33,4       | 5          |
| L.B.                   | 49,1       | 10         | 66,34      | 11         | 70,19     | 12        | 75,49     | -         | 75,9      | 12        | 24,03     | 3         | 79,11      | 13         | -          |            |
| Link@venir             | -          |            | -          |            | -         |           | -         |           | -         |           | -         |           | -          |            | 46         | 7          |
| L.K.2000               | -          |            | 25,8       | 4          | 21,77     | 3         | 21,34     | -         | 24,1      | 3         | 16,13     | 2         | -          |            | -          |            |
| LB76                   | 26         | 4          | -          |            | -         |           | -         |           | -         |           | -         |           | -          |            | -          |            |
| POL                    | 7,68       | 0          | -          |            | -         |           | -         |           | -         |           | -         |           | -          |            | -          |            |
| Prolink                | -          |            | -          |            | -         |           | -         |           | -         |           | -         |           | 20,89      | 2          | -          |            |
| PS                     | -          |            | 7,86       | 0          | -         |           | -         |           | -         |           | -         |           | -          |            | -          |            |
| PSC                    | 3,35       | 0          | -          |            | -         |           | -         |           | -         |           | -         |           | -          |            | -          |            |
| SLB-VGE                | -          |            | -          |            | 8,04      | 0         | -         |           | -         |           | -         |           | -          |            | -          |            |
| UNIE                   | -          |            | -          |            | -         |           | 3,16      | -         | -         |           | -         |           | -          |            | -          |            |
| Total des votes        | 3003       | 3003       | 3084       | 3084       | 3046      | 3046      | 2937      | 2937      | 2954      | 2954      |           |           | 2925       | 2925       | 2861       | 2861       |
| Participation %        |            |            |            |            | 91,75     | 91,75     | 90,09     | 90,09     | 89,38     | 89,38     |           |           | 88,45      | 88,45      | 89,2       | 89,2       |
| Votes blancs ou nuls % | 3,7        | 3,7        | 3,47       | 3,47       | 3,64      | 3,64      | 5,24      | 5,24      | 5,04      | 5,04      | 2,5       | 2,5       | 3,3        | 3,3        | 4,3        | 4,3        |

### Législature actuelle (2019 - 2024)
| Fonction          | Nom                                            | Compétence(s) |
| ----------------- | ---------------------------------------------- | --- |
| Bourgmestre       | - Yves Ghequiere LINK@VENIR (Indépendant)      | - Affaires générales, Police, Sécurité, Patrimoine, Finances,Informations communales, Information et relations publiques, Affaires juridiques, Intercommunales, Gestion du personnel / MAT, Service d’incendie,Affaires sociales / CPAS, Propreté publique / Parc de recyclage,Logement / BSO. |
| Premier échevin   | - Damien Thiéry ensembleLKBsamen (MR)          | - Enseignement, Sports et loisirs, Jeunesse, Troisième âge. |
| Deuxième échevin  | - Mariette Wennmacher LINK@VENIR (Indépendant) | - Etat civil et population,Culture, Festivités et accueil, Bibliothèque, Jumelage, Informatique,Classes moyennes / Économie locale, PME, Égalité des chances, Fabrique d'Église / Cultes. |
| Deuxième échevin  | - Cédric Letier LINK@VENIR (Indépendant)       | - Aménagement du territoire et urbanisme, Environnement et développement, Travaux publics, Cimetière, Ouvriers communaux, Mobilité / RER, Santé publique. |
| Président du CPAS | - Philippe Thiéry LINK@VENIR (DéFI)            | - Président du CPAS |

#### Conseil communal (2018-2024)
| Parti            | Sièges |
| ---------------- | ------ |
| LINK@VENIR       | 7 / 15 |
| ensembleLKBsamen | 5 / 15 |
| Activ'           | 3 / 15 |

## Langues

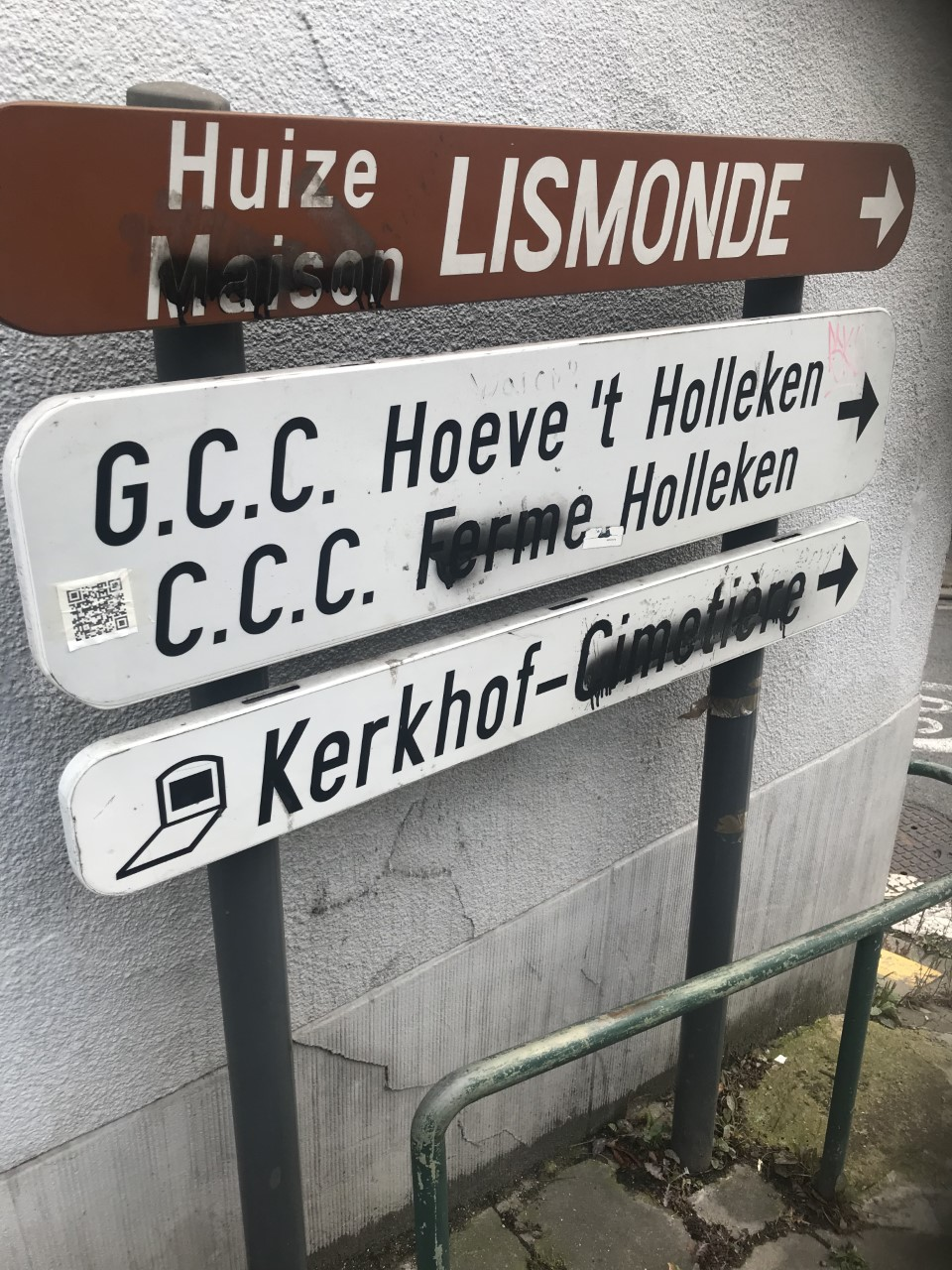
Panneau de circulation vandalisé à Linkebeek, où les inscriptions en français ont été peintes pour ne laisser que celles en néerlandais.

La langue officielle est le néerlandais. Lors de la fixation de la frontière linguistique en 1963, un régime linguistique spécial a été établi. Lors du dernier recensement linguistique en 1947, 20,4 % de la population linkebeekoise déclare parler uniquement français, 28,5 % uniquement néerlandais et 50,4 % ces deux langues. 39,2 % de la population déclare parler exclusivement ou le plus fréquemment français, et 60,6 % exclusivement ou le plus fréquemment néerlandais. L'enquête Kluft-Jaspers de 1969 révèle la présence de plus de 60 % de francophones.  Les francophones représentaient en 2010 plus des 3/4 de la population de la commune,.

## Cultures

### Lieux culturels

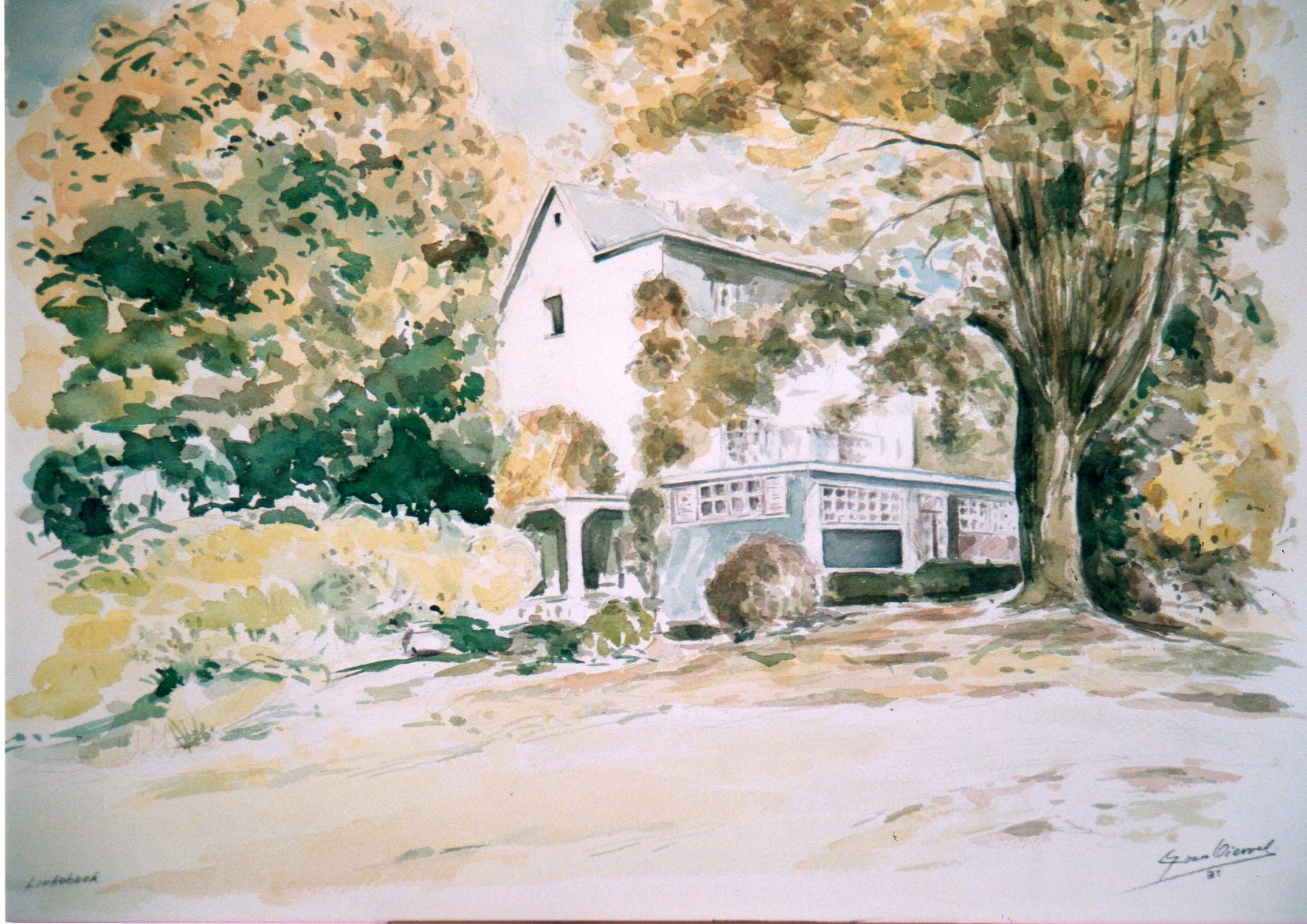
Villa « Les Roches », à Linkebeek villa du peintre Lismonde, aquarelle par Léon van Dievoet, 1981.

La Maison Lismonde ou villa « Les Roches » qu'habitait l'artiste, Dwersbos, 1, est devenu un lieu dédié à la mémoire du peintre Jules Lismonde et est aussi un lieu consacré aux arts où se déroulent des expositions et des concerts.

### Bonhomme Hiver
Chaque année a lieu le dernier dimanche du mois d'avril le Bonhomme Hiver de Linkebeek. 

## Monuments

### Gares
- Gare de Linkebeek
- Gare de Holleken

## Jumelages
- Saint-Lambert-du-Lattay (France) depuis 1981[24],[25]
- Kenton (Angleterre) depuis 1996[24],[25]